# Phorcynis
Phorcynis – wymarły rodzaj ryb chrzęstnoszkieletowych, należący do rzędu dywanokształtnych (Orectolobiformes). Żył w górnej jurze (kimeryd/tyton, około 155–149 milionów lat temu), a jego skamieniałości znaleziono wyłącznie w Europie. Obejmuje jeden gatunek, Phorcynis catulina.

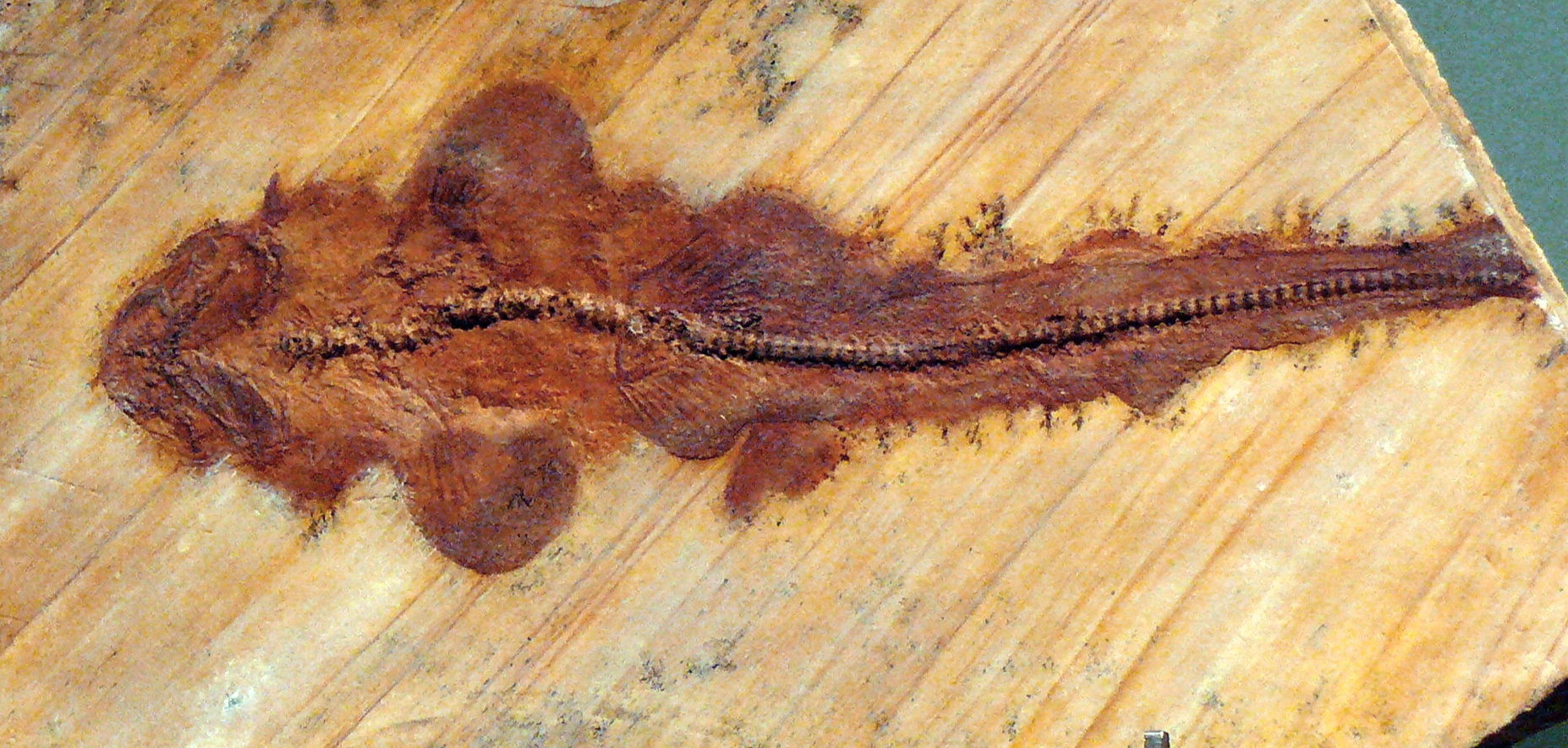
Phorcynis catulina

Rodzaj ten był dość mały, osiągając zwykle 40 centymetrów długości. Wiadomo, że posiadał dwie szerokie, zaokrąglone płetwy piersiowe i dwie płetwy grzbietowe. Płetwy brzuszne znajdowały się poniżej pierwszej płetwy grzbietowej i nie były położone daleko od płetw piersiowych. Głowa była szeroka i wyposażona w krótki pysk. Zęby były małe, ostre i asymetryczne, podobne do zębów obecnych przedstawicieli rodzaju Orectolobus. Łuski Phorcynis miały wydłużone górne części, z kilem pośrodku i małymi fałdami bocznymi.
Phorcynis catulina został po raz pierwszy opisany przez Victora Thiollière’a w 1854 r. na podstawie dobrze zachowanych skamieniałości znalezionych we Francji w osadach kimerydu. Następnie odkryto inne okazy przypisywane do rodzaju Phorcynis, pochodzące z gminy Solnhofen w Niemczech oraz z Hiszpanii. Początkowo Phorcynis, ze względu na kształt nieco spłaszczonego ciała oraz szerokie i okrągłe płetwy piersiowe, został uznany za przedstawiciela rodzaju Squatina, ale później zasugerowano jego bliższe pokrewieństwo z rodziną Orectolobidae.
Prawdopodobnie, podobnie jak dzisiejsze rekiny dywanokształtne, Phorcynis żył w pobliżu dna morskiego, żywiąc się małymi, innymi rybami, które chwytał z zasadzki, szybkimi i gwałtownymi ruchami.